# Cuphea egleri
Cuphea egleri är en fackelblomsväxtart som beskrevs av Alicia Lourteig. Cuphea egleri ingår i släktet blossblommor, och familjen fackelblomsväxter. Inga underarter finns listade i Catalogue of Life.